# Winterswick (Rheinberg)

Lage der Gemarkung Winterswick in Rheinberg

Winterswick ist ein Ortsteil der Stadt Rheinberg im Kreis Wesel in Nordrhein-Westfalen. Es ist ein Wohnplatz im Stadtbezirk Rheinberg.

## Lage
Der Ort liegt südlich der Kernstadt von Rheinberg.  Durch Winterswick verläuft die ehemalige B 57 (diese wurde 2008 zur L 137 herabgestuft) 4 Kilometer westlich verläuft die A 57, in fünf Kilometer Entfernung östlich fließt der Rhein. Die Bahnstrecke Rheinberg–Moers–Hoerstgen-Sevelen wird nur im Güterverkehr genutzt.

## Verwaltungsgeschichte
Winterswick bildete seit der Franzosenzeit eine Gemeinde in der Bürgermeisterei Rheinberg; seit 1816 zuerst im Kreis Rheinberg, dann seit 1823 im Kreis Geldern und seit 1857 im Kreis Moers.
Nachdem die Stadt Rheinberg am 16. Januar 1858 die Rheinische Städteordnung erhalten hatte, wurde zwischen der Stadtbürgermeisterei Rheinberg und der Landbürgermeisterei Rheinberg unterschieden, die nur die Gemeinde Winterswik umfasste und weiterhin von Rheinberg aus verwaltet wurde.
Am 1. Juli 1934 wurde Winterswick in die Stadt Rheinberg eingemeindet.

## Sehenswürdigkeiten
In der Liste der Baudenkmäler in Rheinberg sind für Winterswick zwei Baudenkmäler aufgeführt:
- der Jüdische Friedhof an der Moerser Straße (mit 42 Grabsteinen)
- der Schopdickshof, Winterswicker Feld 5